# Jacques Reiller
Jacques Reiller, né le 11 octobre 1953 à Poitiers (Vienne), est un haut fonctionnaire français.
Il a été notamment directeur de cabinet de plusieurs ministères, préfet dans différents départements, puis préfet de la région Limousin et du département de la Haute-Vienne. 

## Biographie
Jacques Reiller est le fils du préfet Jean Reiller.

### Formation
Jacques Reiller, ancien élève de l'ENS, est agrégé de lettres modernes, de l'IEP Paris (section Service Public, 1976) et de l'ENA (promotion Droits de l’homme sortie en 1981).

### Carrière
À sa sortie de l'ENA en 1981, Jacques Reiller est affecté temporairement au ministère de l’Intérieur et de la Décentralisation avant de rejoindre l’administration préfectorale. Sous-préfet (grade), il dirige successivement les cabinets des préfets de la Sarthe (1981-1983) puis du Val-de-Marne (1983-1985) puis exerce les fonctions de secrétaire général de la préfecture de la Mayenne (1985-1986) dont Jean Arthuis est l’un des élus.
Lorsque celui-ci entre au gouvernement Chirac en 1986, il devient son directeur de cabinet, d’abord au secrétariat d'État auprès du ministre des Affaires sociales et de l’Emploi (1986-1987), ensuite au secrétariat d’État à la Consommation et à la Concurrence (1987-1988).
En 1988, Jacques Reiller est nommé deuxième Conseiller à l'ambassade de France en Algérie. Il revient au ministère de l’Intérieur en 1990 en tant qu’administrateur civil et se voit chargé de la sous-direction des Libertés publiques et de la Police administrative en 1991.
C'est en 1995 qu'il retrouve Jean Arthuis dont il redevient le directeur de cabinet lorsque celui-ci est nommé ministre du Développement économique et du Plan. Mais il quitte rapidement ce poste pour celui de préfet du Territoire de Belfort (1995-1997), victime d'une « guerre picrocholine » entre Matignon et Bercy, et d'être devenu, pour reprendre les propos des journalistes Éric Aeschimann, Pascal Riché et Nathalie Raulin, la  « bête noire de toute la technostructure de Bercy ».
Il rejoint ensuite le ministère de l’Intérieur en tant que chargé de mission et met en place le Centre d'études et de prévention dont il est nommé directeur en 1999.

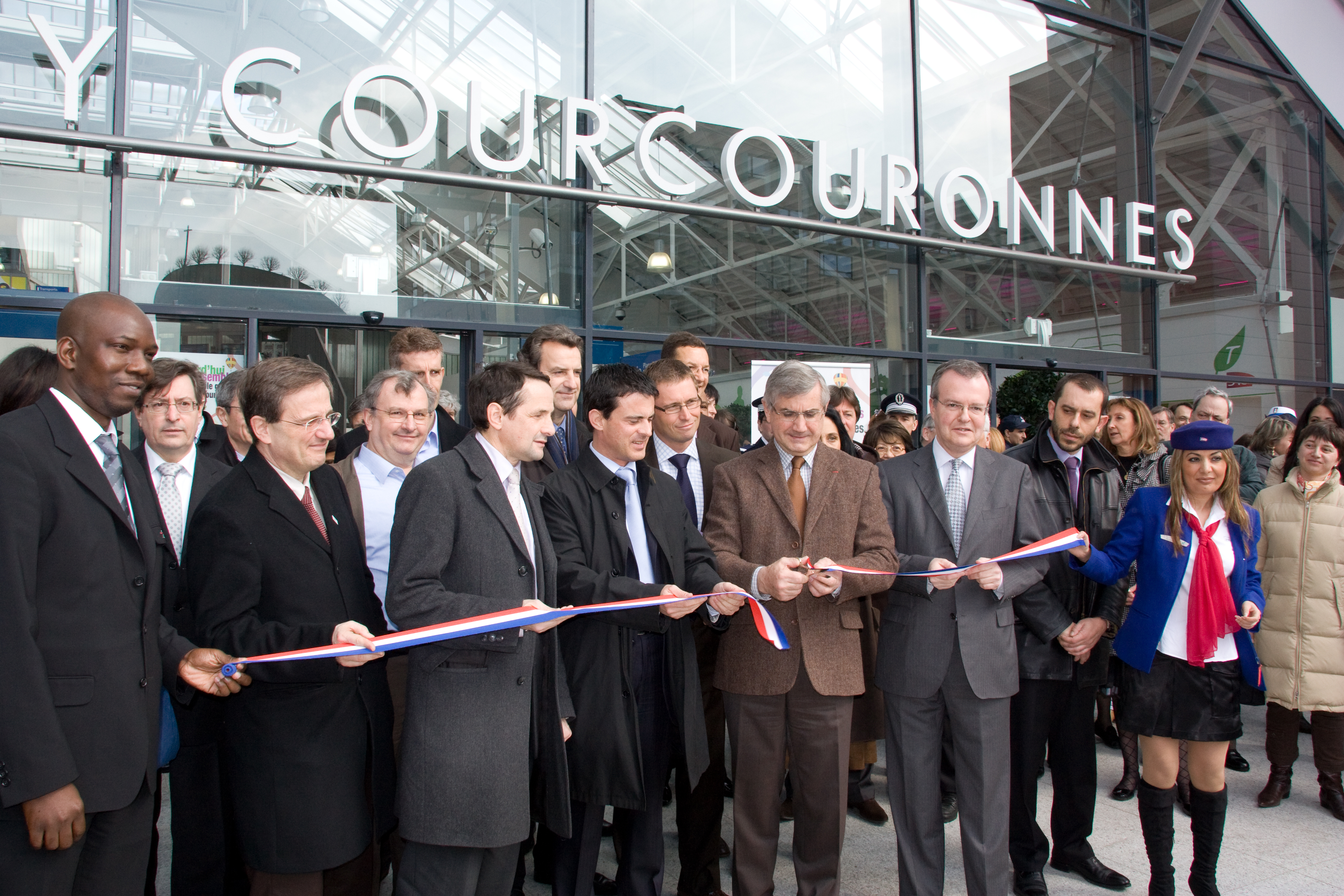
Jacques Reiller, préfet de l'Essonne, lors de l'inauguration en 2009 du nouveau « pôle intermodal » de la gare d'Évry-Courcouronnes.

Jacques Reiller retrouve l’administration préfectorale en 2003. Préfet des Vosges de 2003 à 2005, il est nommé préfet de la Charente-Maritime en 2005. En juillet 2007, il est classé parmi les quinze « personnalités politiques qui comptent » en Charente-Maritime par le magazine L'Expansion pour sa gestion des dossiers sensibles. En 2008, il doit faire face et expliquer le limogeage du sous-préfet de Saintes, Bruno Guigue, à la suite de l'affaire de la tribune sur Oumma.com où ce sous-préfet aurait enfreint son devoir de réserve,. 
Il est préfet de l’Essonne du 16 mai 2008 au 17 janvier 2011. Il prend notamment une décision rarissime en se substituant, en août 2008, à la municipalité de Grigny, une des villes les plus pauvres et les plus sensibles de la banlieue parisienne, sur la fixation du budget, pour prendre des mesures permettant de faire face à la situation financière. 
Directeur-adjoint du collège stratégique du Ministère de l’Intérieur depuis lors, il est nommé le 20 juillet 2011 préfet de la Haute-Vienne et de la région Limousin. En avril 2013, il est remplacé à ce poste par Michel Jau, et nommé préfet hors-cadre, puis il est nommé conseiller d'État, le 24 mai 2013. 
Il a été entendu comme témoin en 2010 au procès de Charles Pasqua devant la Cour de justice de la République. Pasqua, ancien ministre, était  poursuivi pour corruption passive par dépositaire de l’autorité publique : les services de Jacques Reiller eurent à instruire, lorsqu'il était sous-directeur des libertés publiques, une demande d'agrément pour le casino d'Annemasse. Dans une annotation retrouvée par les enquêteurs, Jacques Reiller jugeait alors cette demande indéfendable. Elle fut pourtant accordée, sous la pression, pour l'accusation, de Charles Pasqua, en échange d'un financement présumé d'activités politiques. Interrogé par le président et l'avocat général, Reiller se montra peu loquace et mal à l'aise. Claude Guéant qui lui succéda fut lui aussi peu loquace. Charles Pasqua fut relaxé sur cette accusation .

## Récompenses et distinctions

### Décorations
- Chevalier de la Légion d'honneur [14]
- Chevalier de l'ordre national du Mérite [15]